# Hansi Estner
Hans „Hansi” Estner (ur. 7 kwietnia 1951 w Tegernsee) – niemiecki biathlonista reprezentujący RFN, brązowy medalista igrzysk olimpijskich i mistrzostw świata.

## Kariera
W 1975 roku wystartował na mistrzostwach świata w Anterselvie, zajmując siódme miejsce w sprincie. Na rozgrywanych trzy lata później mistrzostwach świata w Hochfilzen wspólnie z Heinrichem Mehringerem, Gerhardem Winklerem i Andreasem Schweigerem zdobył brązowy medal w sztafecie. Był też między innymi czwarty w sprincie podczas mistrzostw świata w Vingrom w 1977 roku, przegrywając walkę o podium z Aleksandrem Uszakowem z ZSRR.
Brązowy medal w sztafecie wywalczył również podczas igrzysk olimpijskich w Lake Placid w 1980 roku, startując wraz z Franzem Bernreiterem, Gerhardem Winklerem i Peterem Angererem. Był to jego jedyny start olimpijski.
W zawodach Pucharu Świata zadebiutował 13 stycznia 1978 roku w Ruhpolding, zajmując czwarte miejsce w sztafecie. Nigdy nie zdobył punktów w zawodach tego cyklu.
W 1976 roku był mistrzem RFN w biegu indywidualnym.

## Osiągnięcia

### Igrzyska olimpijskie
| Rok  | Miejscowość | Konkurencje | Konkurencje | Konkurencje | Konkurencje | Konkurencje | Konkurencje | Konkurencje |
| Rok  | Miejscowość | IN          | SP          | PU          | MS          | RL          | MR          | SR          |
| ---- | ----------- | ----------- | ----------- | ----------- | ----------- | ----------- | ----------- | ----------- |
| 1980 | Lake Placid | –           | –           | nd.         | nd.         | 3.          | nd.         | –           |

### Mistrzostwa świata
| Rok  | Miejscowość | Konkurencje | Konkurencje | Konkurencje | Konkurencje | Konkurencje | Konkurencje | Konkurencje |
| Rok  | Miejscowość | IN          | SP          | PU          | MS          | RL          | MR          | SR          |
| ---- | ----------- | ----------- | ----------- | ----------- | ----------- | ----------- | ----------- | ----------- |
| 1975 | Anterselva  | –           | 7.          | nd.         | nd.         | –           | nd.         | –           |
| 1977 | Vingrom     | 18.         | 4.          | nd.         | nd.         | 5.          | nd.         | –           |
| 1978 | Hochfilzen  | 32.         | 33.         | nd.         | nd.         | 3.          | nd.         | –           |
| 1979 | Ruhpolding  | 27.         | 26.         | nd.         | nd.         | 8.          | nd.         | –           |

### Puchar Świata

#### Miejsca w klasyfikacji generalnej
| Sezon     | Miejsce |
| --------- | ------- |
| 1977/1978 | -       |
| 1978/1979 | -       |

#### Miejsca na podium chronologicznie
Estner nigdy nie stanął na podium indywidualnych zawodów PŚ.